# Dimenhidrinato
El dimenhidrinato, entre otras, es un medicamento de venta libre utilizado para tratar el mareo y las náuseas, vómito. El dimenhidrinato es una sal de teoclato compuesta por difenhidramina, un derivado de la etanolamina, y 8-cloroteofilina, un derivado clorado de la teofilina, en una proporción de 1:1.

## Mecanismo de acción
La difenhidramina, la parte activa de la molécula de dimenhidrinato, tiene propiedades antihistamínicas, anticolinérgicas, antimuscarínicas, antieméticas y anestésicas locales. También muestra efectos depresores sobre el sistema nervioso central. Los efectos anticolinérgicos inhiben la estimulación vestibular y del laberinto que se produce en los viajes y en el vértigo. Los efectos antimuscarínicos son los responsables de la sedación, con la particularidad que se reducen progresivamente cuando el fármaco se administra repetidamente, desarrollándose tolerancia. El mecanismo de los efectos antieméticos del dimenhidrato no es conocido, aunque se sabe que el dimenhidrinato antagoniza la respuesta emética a la apomorfina.

## Farmacocinética
El dimenhidrinato se administra por vía oral y parenteral, siendo muy bien absorbido. Los efectos antieméticos aparecen a los 15-30 minutos de su administración oral, a las 20-30 minutos después de su administración intramuscular y casi inmediatamente después de su administración intravenosa. La duración del efecto es de 3 a 6 horas. En un estudio en voluntarios sanos que masticaron durante 1 hora chicle con 25 mg de dimenhidrinato, las máximas concentraciones en plasma se observaron a las 2,6 horas. La semi-vida plasmática fue de 10 horas y el aclaramiento plasmático de: 9.0 ml x min(-1) x kg(-1).
Se desconoce cómo se distribuye en el organismo, aunque la difenhidramina, la parte activa de la molécula, se distribuye ampliamente por todo el cuerpo, incluyendo el sistema nervioso central. La difenhidramina es metabolizada extensamente en el hígado, eliminándose en forma de metabolitos en la orina de 24 horas. La semi-vida de eliminación de la difenhidramina es de 3.5 horas.